# فهرست میراث جهانی در افغانستان
میراث جهانی در افغانستان شامل ۲ اثر فرهنگی در افغانستان می‌باشد. این آثار از میان مکان‌های تاریخی، فرهنگی و طبیعی کشور از سوی یونسکو انتخاب می‌گردند. افغانستان ۲۰ مارس ۱۹۷۹ به این کنوانسیون پیوست و تا سال ۲۰۲۰ افزون بر ۲ سایت ثبت شده ۴ سایت نیز از این کشور در فهرست آزمایشی قرار گرفته‌است. در بیست و هفتمین جلسه کمیته میراث جهانی، منار جام به عنوان نخستین اثر در افغانستان به ثبت رسید.
سایت‌های میراث جهانی سازمان آموزشی، علمی و فرهنگی ملل متحد، یونسکو مکان‌هایی هستند که دارای اهمیت فرهنگی یا طبیعی هستند، همان‌طور که در پیمان‌نامه میراث جهانی یونسکو، که در سال ۱۹۷۲ تأسیس شده، شرح داده شده‌است. طبق کنوانسیون یونسکو هر اثری پس از ثبت توسط این کمیته باید از سوی کشور نگهدارنده اثر مورد توجه ویژه قرار گیرد و انجام هرگونه دخل و تصرف یا اقدامی که باعث به خطر افتادن آن شود، ممنوع است.
منار جام و تندیس‌های بودا در بامیان هر دو در فهرست میراث‌های فرهنگی جهان و آثار در معرض تهدید قرار دارند. منار جام با ۶۵ متر ارتفاع و هشتصد سال قدمت مهمترین شاهکار معماری حکومت غوریان در افغانستان است که ۴۵ درصد از تزئینات این منار کاملاً از بین رفته‌است و بدنه منار به شدت آسیب دیده و این بنا را با تهدید فروریختن روبرو کرده‌است.
مسلمانان عرب اولین بار در زمان حکومت حجاج بن یوسف (۶۹۲ تا ۷۱۴ میلادی) بر بامیان تسلط یافتند. در ۹ مارس ۲۰۰۱ نیروهای طالبان به روی مجسمه‌های صلصال و شهمامه، مشهور به تندیس‌های بودا آتش گشودند و از آنها تنها دو حفره باقی ماند. تندیس‌های بودا اگر پیش از این نمادی از تاریخ کهن در این سرزمین بوده امروز یادگار سال‌های حاکمیت مذهبی در این کشور است. اهالی بامیان پس از سقوط حکومت طالبان، هر ساله در سالروز تخریب مجسمه‌های بودا طی جشنواره‌ای به نام شبی با بودا برای یادبود این روز گردهم می‌آیند.

## میراث جهانی
یونسکو سایت‌ها را با ده معیار فهرست می‌کند. هر ورودی باید حداقل یکی از معیارها را داشته باشد.
| # | نگاره | نام           | موقعیت (ولایت‌های افغانستان) | سال  | شماره ثبت معیارها        | شرح | منبع  |
| ۱ |       | منار جام      | ولایت غور                   | ۲۰۰۲ | ۲۱۱ (ii)(iii)(iv)        | این اثر در مناطق کوهستانی در روستای جام و محل تلاقی دو رودخانه جام و هریرود واقع شده‌است. این منار در سده ۱۲ در دوران سلطنت غیاث‌الدین غوری ساخته شد. این بنا بعد از قطب منار در دهلی نو، هندوستان بلندترین مناره خشتی جهان است. به دلیل جریان آب در رودخانه‌ای که در نزدیکی منار جام قرار دارد، این منار بزرگ، در حال فرسایش است. منار جام به صورت استوانه‌ای و بر پایه‌ای هشت ضلعی ساخته شده که قطرش ۹ متر و بلندای آن ۶۵ متر است. | [ ۵ ] |
| ۲ |       | تندیس‌های بودا | ولایت بامیان                | ۲۰۰۳ | ۲۰۸ (i)(ii)(iii)(iv)(vi) | شامل تندیس‌های بزرگ بودا که در کوه ساخته شده‌اند می‌شود. بنای ایستادهٔ این مجسمه‌های تاریخی در کناره‌های صخره‌ای درهٔ بامیان در مناطق هزاره‌جات کنده‌کاری شده بودند. این دو مجسمه به بلندی ۵۳ متر و ۳۵ متر، در کنار مجموعه‌ای از بناهای تاریخی در این محل برای زمانی طولانی از جاذبه‌های اصلی گردشگری در افغانستان بودند. تندیس کوچکتر به نام شهمامه به معنای شهبانو در سال ۵۰۷ میلادی و تندیس بزرگتر به نام صلصال به معنای گل خشکیده در سال ۵۵۴ میلادی هر دو در روزگار ساسانیان ساخته شده‌است. این دو تندیس، نشان‌دهندهٔ سبک کهن هنر یونانی و بودایی بوده‌است؛ که در مناطق آسیای مرکزی به ویژه در افغانستان رواج داشته‌است. | [ ۶ ] |

## فهرست آزمایشی
علاوه بر سایت‌های موجود در فهرست میراث جهانی، کشورهای عضو می‌توانند فهرستی از سایت‌های آزمایشی را که ممکن است برای نامزدی در نظر بگیرند، در این فهرست قرار دهند. نامزدها در فهرست میراث جهانی تنها در صورتی پذیرفته می‌شوند که سایت قبلاً در فهرست آزمایشی قرار داشته باشد.
| # | نگاره | نام               | موقعیت       | سال ثبت | شماره ثبت معیارها       | شرح | منبع   |
| ۱ |       | هرات              | ولایت هرات   | ۲۰۰۴    | ۱۹۲۷ (i)(ii)(iii)(iv)   | این شهر تا حد زیادی ردپای تاریخی خود را حفظ کرده‌است، و بسیاری از بناهای تاریخی قابل توجه نیز در آن به جا مانده‌اند. هرات حدود ۵۰۰ سال پیش از میلاد به عنوان آرتاکوانا یا آریا توسط ایرانیان در دشت حاصلخیز هریرود تأسیس شده‌است و از شهرهای مهم در دوران سلوکیان، اشکانیان و هپتالی‌ها بوده‌است. پس از تخریب به دست مغولان در دوران تیمور، فرزندش شاهرخ و همسرش گوهرشاد بیگم با انتقال پایتخت تیموریان از سمرقند به هرات شهر را بازسازی کردند.                                                                   | [ ۸ ]  |
| ۲ |       | بلخ               | ولایت بلخ    | ۲۰۰۴    | ۱۹۲۸ (ii)(iv)(v)        | شهر بلخ در فاصله ۲۰ کیلومتری از مزار شریف قرار دارد. برای مدت طولانی مرکز معنوی آیین مزدیسنا و دارای نیایشگاه‌های فراوان الهه آناهیتا و همچنین مرکز باستانی بودیسم و اسلام بوده‌است. در دوره‌ای بلخ به شهری برای فراگیری دانش و یادگیری تبدیل شده بود و بزرگانی چون ابن سینا، مولوی و ناصرخسرو در این شهر زاده شدند. همچنین این شهر به مرکز تجارت برای منطقه و پل ارتباطی هند و چین بوده‌است. بلخ پس از تخریب در حمله چنگیز خان، در دوران تیموریان تا اندازه‌ای شکوه گذشته را بازیافت.                            | [ ۹ ]  |
| ۳ |       | پارک ملی بند امیر | ولایت بامیان | ۲۰۰۴    | ۱۹۴۶ (vii)(viii)(ix)(x) | مجموعهٔ شش دریاچه در بلندی‌های هندوکش است که با سدهای طبیعی از یکدیگر جدا شده‌اند. آب این دریاچه‌ها توسط چشمه‌ها تأمین می‌گردد. این منطقه نخستین پارک ملی افغانستان به‌شمار می‌رود. برای جذب گردشگران محلی و بین‌المللی، بند امیر از اهمیت ویژه ای برخوردار است و از آن به عنوان یک پارک ملی محافظت می‌شود. این سد آبی در طول رودخانه‌ای که نام خود را از آن می‌گیرد، امتداد دارد. | [ ۱۰ ] |
| ۴ |       | باغ بابر          | ولایت کابل   | ۲۰۰۹    | ۵۴۶۹ (iv)               | یک باغ تاریخی و تفریحی و نیز آرامگاه بابر پادشاه گورکانی است. این باغ به دستور او یکی از پادشاهان گورکانی که در غرب به مغولان کبیر هندوستان مشهور بودند در سال ۱۵۲۸ میلادی به سبک پردیس‌های ایرانی بنا شده‌است. این باغ در دامنهٔ کوه شیر دروازهٔ کابل واقع شده‌است و از معدود بناهای تاریخی این شهر است، که از گزند حوادث محفوظ مانده‌است. شباهت این باغ به باغ‌های مشهور کشمیر و باغ‌های تاریخی کرمان و همچنین باغ فین موید ارتباط کامل سبک احداث این باغ با سایر باغ‌های مهم و مشهور حوزه فرهنگ و تمدن ایرانی است. | [ ۱۱ ] |